# Андрійко Микола Матвійович
Мико́ла Матві́йович Андрійко (нар. 6 травня 1922, с. Вільшани. — пом. 28 грудня 2008, Харків) — радянський військовик часів Другої світової війни, червоноармієць, Герой Радянського Союзу (1943).

## Біографія
Народився 6 травня 1922 року в селі Вільшани, нині селище міського типу Дергачівського району Харківської області, у родині робітника. Українець. Закінчив Вільшанську семирічну школу. 1938 року вступив на Харківський завод імені Комінтерну (нині завод транспортного машинобудування імені Малишева), де працював спочатку учнем, а потім модельником.
До лав РСЧА призваний у липні 1941 року. Учасник німецько-радянської війни з 1941 року. Брав участь у боях під Севастополем, Воронежем, Курськом, Льговом, Севськом, форсував Десну, Сож, Дніпро. Був кілька разів поранений та контужений, але після лікування незмінно повертався в діючу армію.
Особливо старший телефоніст 685-го стрілецького полку 193-ї стрілецької дивізії 65-ї армії Центрального фронту червоноармієць М. М. Андрійко відзначився під час битви за Дніпро. 15 жовтня 1943 року при форсуванні Дніпра біля селища міського типу Лоєв Гомельської області Білорусі.
Виконуючи обов'язки командира відділення, брав участь у виготовленні з колод плота для майна, а потім став переправлятися разом з двома бійцями через Дніпро. Коли до берега залишалося подолати останні десятки метрів, від розриву снаряда пліт Андрійка перекинувся. Довелося добиратися вплав, захопивши з собою котушки з дротом та кілька телефонних апаратів.
На другому плоту переправилося ще вісім солдатів. Микола Андрійко одним з перших увірвався до траншеї противника. Зав'язалася рукопашна сутичка. Двох німецьких солдатів він застрелив та одного заколов багнетом. Незабаром Андрійко та інші солдати встановили зв'язок зі штабом полку та отримали наказ: «Утримати плацдарм до підходу основних сил».
Цей бойовий наказ було виконано. Противник вдавався до запеклих контратак, обстрілював траншею з мінометів та кулеметів. Але захопити плацдарм німецьких силам не вдалося. Через добу на правий берег переправилися всі підрозділи полку.
У жовтні 1943 року Андрійко був важко поранений. Близько року лікарі боролися за його життя, кілька разів оперували. Рани гоїлися, а потім знову відкривались. Кілька металевих осколків залишилися в тілі.
Після війни Андрійко був демобілізований зі Збройних Сил СРСР. 1947 року став членом ВКП (б) /КПРС. Повернувся на Харківський завод імені Малишева. Однак здоров'я не дозволило йому знову стати до верстата. Закінчивши Харківські обласні курси партійних та радянських працівників, М. М. Андрійко близько двадцяти років працював старшим економістом у своєму рідному модельному цеху. Потім його висунули на посаду начальника бюро праці та зарплати того ж цеху. Без відриву від виробництва ветеран війни закінчив дворічну обліково-планову школу та Харківський обліково-економічний технікум.
Протягом багатьох років М. М. Андрійко обирали головою цехового комітету та членом заводського комітету профспілки, був він і секретарем цехової партійної організації.
Жив у місті Харкові. Помер 28 грудня 2008 року. Похований в Харкові на кладовищі № 2.

## Нагороди та звання
Указом Президії Верховної Ради СРСР від 30 жовтня 1943 року «за успішне форсування річки Дніпро, міцне закріплення плацдарму на західному березі річки Дніпро та виявлені при цьому відвагу і героїзм», червоноармійцеві Андрійку Миколі Матвійовичу присвоєно звання Героя Радянського Союзу з врученням ордена Леніна та медалі «Золота Зірка» (№ 6694).
Також нагороджений українськими орденами Богдана Хмельницького 2-го (2005) та 3-го (14.10.1999) ступенів, радянськими орденами Трудового Червоного Прапора, Вітчизняної війни 2-го ступеня (11.03.1985) і медалями.
Почесний громадянин міста Харкова.

## Пам'ять
- Меморіальна дошка у Харкові на будинку за адресою: проспект Героїв Харкова, 2, де він мешкав[2].
- Пам'ятник у Вільшанах Харківського району на розі вулиць Гончаренка та Миколи Андрійка[2].